# Мужская сборная Литвы по хоккею на траве
Мужская сборная Литвы по хоккею на траве — мужская сборная по хоккею на траве, представляющая Литву на международной арене. Управляющим органом сборной выступает Федерация хоккея на траве Литвы (лит. Lietuvos žolės riedulio federacija, англ. Lithuanian Field Hockey Federation).
Сборная занимает (по состоянию на 6 июля 2015) 73-е место в рейтинге Международной федерации хоккея на траве (FIH).

## Результаты выступлений

### Мировая лига
- 2014/15 — выбыли в 1-м раунде

### Чемпионат Европы (IV дивизион)
(EuroHockey Nations Challenge IV, до 2011 назывался EuroHockey Nations Challenge II)
- 2007 — 4-е место[2]

### Чемпионат Европы (индорхоккей)
III дивизион
- 2006 — 4-е место